# Robert Mesarič
Robert Mesarič, slovenski hokejist na travi, * 30. avgust 1981, Murska Sobota. 
Robert Mesarič je eden najboljših slovenskih hokejistov na travi vseh časov. Največje uspehe dosega z domačim klubom HK Lipovci, v katerem je od leta 2010 naprej tudi kapetan, je standardni član Slovenske reprezentance v hokeju na travi in večkratni najboljši igralec in tudi strelec državnih prvenstev.

## Igralska kariera
Tako oče Miran Mesarič, kot stric Štefan Mesarič, sta bila konec sedemdesetih in v osemdesetih letih dvajsetega stoletja, ena najboljših hokejistov na travi v Sloveniji, zato mu je bila hokejska palica tako rekoč položena v zibelko. Že zelo kmalu je pokazal, da je izreden športni talent in je bil vsaj za razred boljši od vrstnikov. Poleg odlične tehnične podkovanosti, je izstopal tudi v hitrosti. Tako je postal tudi regijski srednješolski prvak v šprintu. Njegov osebni rekord na 100 metrov je sicer ročno merjenih 11.00, česar se gotovo ne bi sramoval niti treniran atlet.
Za člansko ekipo HK Lek Lipovci je prvič zaigral v sezoni 1995/1996 pri vsega štirinajstih letih in je od takrat naprej nepogrešljivi član začetne klubske enajsterice. Prvi mednarodni nastop je dočakal leta 1997, ko je nastopil na evropskem klubskem prvenstvu skupine C v Stockholmu. Leto dni kasneje, pa je na Panonskem pokalu tudi prvič oblekel dres državne reprezentance.  
Do julija 2017 je s HK Lipovci osvojil:
- 20 naslovov državnega prvaka
- 11 naslovov pokalnega prvaka
- 14 naslovov dvoranskega prvaka
- 7 naslovov prvaka Interlige
- 2 naslova evropskega klubskega prvaka skupine C
- 2 naslova evropskega klubskega prvaka skupine Challenge II 
- 2 naslova evropskega klubskega prvaka skupine Challenge III
- 2 naslov evropskega klubskega dvoranskega prvaka skupine Challenge II
- 1 naslov prvaka dvoranske Interlige
Poleg tega je bil v sezoni 2004/2005, z dvaindvajsetimi zadetki, najboljši strelec Interlige, v sezoni 2012/2013 pa proglašen za najboljšega igralca tega tekmovanja. Leta 2008 je bil najboljši igralec evropskega klubskega dvoranskega prvenstva skupine Challenge II v Bolgariji. In nato še najboljši igralec evropskega klubskega prvenstva skupine Challenge II, leta 2009 na Portugalskem.. Na državnih in dvoranskih prvenstvih, je bil skupno devetkrat proglašen za najboljšega igralca in bil petkrat najboljši strelec, pri tem je potrebno omeniti, da razglasitve zaradi različnega vodenja tekmovanja niso potekale vsako leto. Leta 2006 je bil proglašen za najboljšega športnika občine Beltinci. Med letoma 2000 in 2010, pa je bil na tem izboru še dvakrat drugi in trikrat tretji.
Za slovensko reprezentanco v hokeju na travi je v obdobju med 1998 in 2017 odigral štiriinpedeset tekem in dosegel štiriindvajset zadetkov. Največji uspeh z našo izbrano vrsto je dosegel leta 2007, ko je Slovenija osvojila evropsko prvenstvo skupine Challenge II. Na tem prvenstvu, je bil soglasno proglašen tudi za najboljšega igralca prvenstva.

## Ostalo
Kot demonstrator in pomočnik trenerja se je v letih 2003 in 2004 udeležil Sportwayovega hokejskega kampa za mladino v Zagrebu (Sportways Hockey Youth Camp). Enega izmed petih tovrstnih uradnih kampov, z bogato mednarodno udeležbo, ki so bili v tem obdobju pod okriljem Evropske zveze za hokej na travi (EHF).